# Bureau du patrimoine culturel de Taïwan
Le Bureau du patrimoine culturel de Taïwan (officiellement en anglais : Bureau of Cultural Heritage (BCH), en chinois traditionnel : 文化資產局 ; pinyin : Wénhuà zīchǎn jú) est une agence du Ministère de la Culture chargée des aspects liés à la préservation du patrimoine culturel de Taïwan, plus précisément à la conservation et restauration des sites, du patrimoine immatériel et des paysages culturels.

## Histoire
Alors qu'est créé en 1981 le Conseil des Affaires culturelles, une « loi sur la préservation du patrimoine culturel » est promulguée la même année, puis ratifiée en 1982, marquant le point de départ de la mise en place des politiques liées à ce sujet.
Le 1er octobre 2007, le Quartier général de l'administration du patrimoine culturel (officiellement en anglais : Headquarters Administration of Cultural Heritage) est créé au sein du Conseil des Affaires culturelles en tant qu'autorité chargée des affaires liées au patrimoine culturel national.
Le 20 mai 2012, alors que le Conseil des Affaires culturelles est remanié et élevé au statut de ministère, le Quartier général de l'administration du patrimoine culturel devient le Bureau du patrimoine culturel (officiellement en anglais : Bureau of Cultural Heritage).

## Structure
L'organisme est principalement divisé cinq unités administratives : la division de planification globale, la division des sites historiques, la division des antiquités et sites archéologiques, la division des arts traditionnels et du folklore, et le centre de recherche de préservation de l'héritage culturel.
Le siège du Bureau du patrimoine culturel est situé à Taichung.
Le centre de recherche voué à la préservation du patrimoine est présent dans les bâtiments du musée national de la Littérature de Taïwan (en), à Tainan.

## Classification des sites historiques
Les sites historiques taïwanais sont déclarés et classifiés suivant la « loi sur la préservation du patrimoine culturel ». Ils sont hiérarchisés sur trois niveaux, d'après leur importance historique et culturelle : monuments nationaux, monuments municipaux et monuments des comtés et villes,.
En 2019, 967 sites historiques sont officiellement déclarés, 106 d'entre eux étant classifiés en tant que monuments nationaux.